# Strongylophthalmyia raricornis
Strongylophthalmyia raricornis är en tvåvingeart som beskrevs av Shatalkin 1981. Strongylophthalmyia raricornis ingår i släktet Strongylophthalmyia och familjen långbensflugor. Inga underarter finns listade i Catalogue of Life.